# Charaxes patrizii
Charaxes patrizii är en fjärilsart som beskrevs av Storace 1949. Charaxes patrizii ingår i släktet Charaxes och familjen praktfjärilar. Inga underarter finns listade i Catalogue of Life.